# Ty51
Ty51 – polski parowóz towarowy produkowany w Zakładach Metalowych im. Józefa Stalina w Poznaniu (ZISPO), później im. Hipolita Cegielskiego (HCP) w latach 1953–1958, najcięższy parowóz zbudowany w Polsce.

## Rozwój i eksploatacja
Seria parowozów Ty51 powstała na skutek rosnącego zapotrzebowania na ciężkie parowozy towarowe. Parowozy te koncepcyjnie oparto na konstrukcji serii Ty246, zakupionej w 1946 roku z USA w ramach programu dostaw parowozów dla kolei europejskich – wprowadzając pewne rozwiązania własne (np. zamiast suwaków Nicolaya wprowadzono suwaki Trofimowa w rozrządzie pary, zmieniono konstrukcję podgrzewacza). Ty51 miał ruszt o powierzchni równej Ty246 (6,3 m²) z mechanicznym podajnikiem węgla (stokerem), powierzchnię ogrzewalną i przegrzewacza zmniejszono w celu poprawy pracy kotła przy stosowaniu gorszych gatunków węgla. W porównaniu z Ty246 były nieco słabsze, ale nie wykazywały zjawiska wyczerpania kotła. Parowóz Ty51-226 był ostatnim parowozem wyprodukowanym przez HCP Poznań dla PKP. Wyprodukowano 232 parowozy, 208 zakupiło PKP a 24 trafiły do górnictwa, z czego 21 do kolei piaskowych. Na PKP trafiły numery 1-70, 72-81, 85-94, 97-105, 107-132, 141-226; do górnictwa 67, 68, 71, 82-84, 95, 96, 106, 133-140, 227-232. Z niewyjaśnionych przyczyn zbudowano po 2 parowozy z numerami seryjnymi 67 i 68 (po jednym dla PKP i górnictwa) i dlatego w celu wyrównania numeracji nie nadano numerów seryjnych 74 i 75. W późniejszych latach PKP zakupiła od górnictwa parowozy o numerach 96, 106, 137 i 228. Produkcję parowozów serii Ty51 przerwano w 1958 roku, ostatnie parowozy zakupiło górnictwo.
Parowozy te zasadniczo kierowano do obsługi tras o dużym natężeniu ruchu towarowego. 92 egzemplarze trafiły do DOKP Lublin, gdzie stacjonowały w lokomotywowniach Sędziszów, Dęblin, Kielce, Chełm i Skarżysko-Kamienna. Na zachodzie Polski stacjonowały w Głogowie, Kostrzynie, Lesznie i Zbąszynku, gdzie obsługiwały przewozy na trasach wiodących do Szczecina i granicy niemieckiej. Nieliczne maszyny tej serii wspierały Ty246 w obsłudze pociągów towarowych na trasie Śląsk – Trójmiasto. Do czasu elektryfikacji obsługiwały ruch towarowy na trasie dawnej Kolei Warszawsko-Wiedeńskiej.
Do końca lat sześćdziesiątych Ty51 zatrudniano głównie w ciężkim ruchu towarowym. Wzmożone dostawy lokomotyw spalinowych serii ST43 i ST44 oraz postępy elektryfikacji wyparły je do nieekonomicznych prac manewrowych, obsługi pociągów na liniach lokalnych i pociągów pasażerskich. Zdarzało się, że parowozy serii Ty51 prowadziły lokalne pociągi osobowe zestawione z 2 wagonów. W początkach lat 80. około 75% parowozów serii Ty51 stało bez zatrudnienia w zapasie długotrwałym. Likwidacja wojskowej rezerwy strategicznej parowozów w 1988 roku spowodowała masowe kasacje maszyn tej serii. Na kolejach piaskowych Ty51 pracowały do 1992 roku, prowadząc ciężkie pociągi z piaskiem podsadzkowym z kopalni piasku Kotlarnia.
W oparciu o serię Ty51 zaprojektowano parowóz Ty55, prace nad nim doprowadzając do etapu rysunków wykonawczych. Rezygnacja PKP z zakupu tych parowozów spowodowała wstrzymanie dalszych prac.

## Zachowane egzemplarze
Dla celów muzealnych zachowano dwa sprawne egzemplarze. Parowóz Ty51-137 w kwietniu 1994 roku został przekazany do Skansenu w Chabówce, jednak z powodu masy lokomotywy w 2000 roku zrezygnowano z dalszych napraw i wykreślono ją z ilostanu pojazdów trakcyjnych PKP. Z kolei Ty51-223 został przekazany w sierpniu 1989 roku do Parowozowni Wolsztyn, jednak w maju 1998 roku został odstawiony ze względu na brak możliwych zastosowań. Łącznie z wymienionymi egzemplarzami do dziś zachowano 13 sztuk parowozów tej serii.

## Opis konstrukcji
Seria Ty51 była pierwszą na której zastosowano spawane kotły. Pierwsze egzemplarze miały jeszcze kotły nitowane, w następnych coraz szerzej stosowano spawanie. Początkowo kocioł był zaopatrzony w podgrzewacz-oczyszczacz wody zasilającej systemu Fijałkowskiego, jednak z uwagi na niedopracowanie i problemy związane z tym urządzeniem demontowano je. Wodę do kotła podawały dwa inżektory ssąco-tłoczące Strubego zastąpione później inżektorami tłoczącymi Nathana. Palenisko z rusztem wstrząsanym podzielonym na 4 sekcje zasilane było mechanicznym podajnikiem węgla. W skrzyni ogniowej zamontowano 4 rury cyrkulacyjne. Kocioł miał 6 odmulaczy Friedmanna: 3 w przedniej części walczaka i 3 na stojaku. Dwudzielne drzwiczki paleniska otwierane były za pomocą pary pod ciśnieniem (siłownik), poziom wody w kotle wskazywały 2 wodowskazy Klingera.
Ostoja belkowa o grubości belek 90 mm usztywniona była staliwnymi poprzecznicami, połączenia jej elementów wykonano w sposób tradycyjny za pomocą śrub pasowanych. Oś toczna wykonana jako półwózek kołyskowy typu amerykańskiego miała przesuwność 130 mm, pierwsza i piąta oś napędna 15 mm, obrzeża kół osi silnikowej były podcięte o 15 mm. Połączenie wahaczami poprzecznymi i podłużnymi resorów osi tocznej i trzech pierwszych osi napędnych w jedną grupę oraz dwóch ostatnich osi w drugą dało trzypunktowe podparcie parowozu. W mechanizmie napędowym zastosowano wyłącznie łożyska tulejowe.
Rozrząd pary stanowiło stawidło Heusingera które sterowało suwakami Trofimowa pełniącymi jednocześnie funkcję wyrównywaczy ciśnienia.
Parowóz miał typowy dla PKP układ hamulca pneumatycznego z dwoma cylindrami hamulcowymi 14' zasilany przez sprężarkę czterocylindrową H11a4. Piasecznica podawała piasek pod 3 pierwsze osie napędne obustronnie i pod IV oś z przodu.
Osprzęt parowozu był typowy dla PKP, jedynie zamiast gwizdawki zastosowano syrenę parową o charakterystycznej barwie dźwięku. Parowóz sprzęgnięto z tendrem 27D51.

## Właściwości trakcyjne

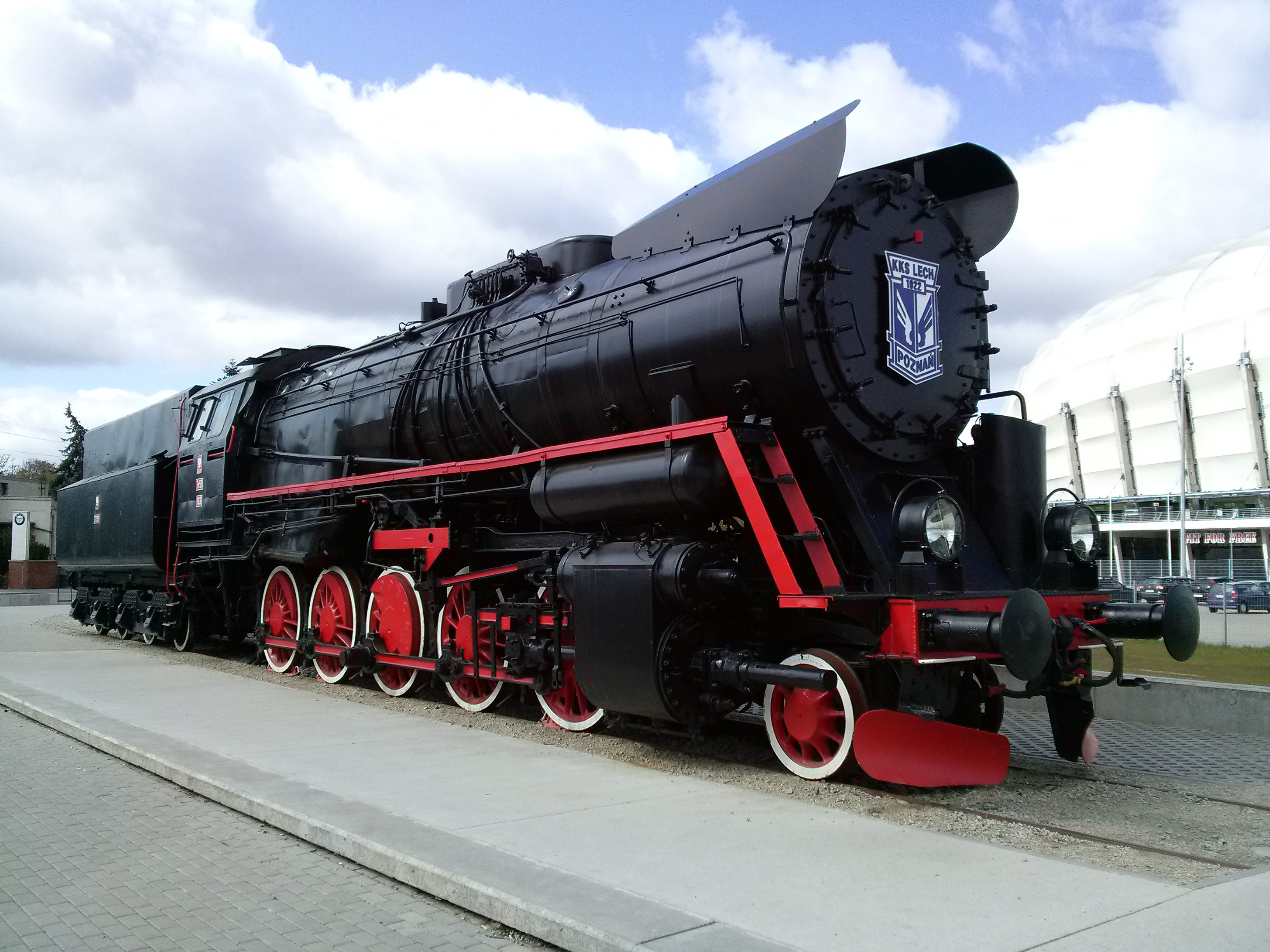
Parowóz Ty51-183 przy stadionie miejskim przy ulicy Bułgarskiej w Poznaniu.

Parowozy serii Ty51 były nieco słabsze od parowozów serii Ty246 w wersji wyposażonej w podgrzewacz Worthingtona, ale przewyższały znacznie w osiągach serie Ty4 i Ty45. Na poziomym torze prowadziły ładowne pociągi o masie 2500 ton z prędkością 60 km/h lub 1160 ton przy 80 km/h przy opalaniu węglem o wartości opałowej 6787 kcal/kg. Przy ciężkich składach były ekonomiczne w zużyciu węgla i pary dzięki właściwie dobranym rozmiarom kotła i maszyny parowej, duża pojemność skrzyni węglowej umożliwiała długotrwałą pracę parowozu przy dużym obciążeniu.
Główna wadą serii Ty51 było przeciążenie tyłu parowozu, różnica nacisków osi wynosiła ok. 3 ton, co w eksploatacji powodowało pękanie tylnych części ostojnic. Niedopracowany okazał się podgrzewacz wody, a łożyska osi tendra wykazywały tendencję do grzania się.

## Wypadki
Parowóz Ty51 prowadził pociąg który wykoleił się 3 czerwca 1972 pod Bydgoszczą na wyboczeniu toru podczas jazdy. Kilka wagonów wykoleiło się, a ostatni wagon w składzie, który uległ przewróceniu na bok był jeszcze kilkadziesiąt metrów ciągnięty przez lokomotywę. Zginęło 12 osób, 26 zostało rannych (spośród których 9 trafiło do szpitala nr 1 w Bydgoszczy, a 17 udzielono pomocy ambulatoryjnej).
Dwa parowozy serii Ty51 zostały utracone w wyniku wybuchu kotła: Ty51-105 10 sierpnia 1973 roku i Ty51-188 31 sierpnia 1977.
Ty51-82 został skreślony z inwentarza po zderzeniu z lokomotywą TEM2-192 21 czerwca 1984 roku.
Ty51-67 kolei piaskowych w dniu 7 kwietnia 1973 roku najechał na tender parowozu Ty51-134.